# 塞拉-杜拉馬略
塞拉-杜拉馬略（葡萄牙語：Serra do Ramalho）是一個位於巴西東北部巴伊亞州的市鎮，海拔496公尺，始建於1989年6月13日，距離首府萨尔瓦多約845公里、離巴西首都巴西利亞500公里。北面和邦热苏斯-达拉帕相鄰、南面和卡里尼亚尼亚相鄰、東邊和邦热苏斯-达拉帕、圣安娜相接、西面和圣费利什-杜科里比相接。現任市長為現任市長為伊塔洛·羅德里戈·阿農西亞康·西爾瓦（Ítalo Rodrigo Anunciação Silva）。

## 歷史
塞拉-杜拉馬略於1989年升格為市鎮，其市中心設於阿格羅維拉諾韋（Agrovila Nove）。
巴西地理統計局原本使用中區、小區等兩個區劃做為資料統計之用，2017年改制為中級地理區和直接地理區。塞拉-杜拉馬略原屬於巴伊亞瓦萊聖弗朗西斯卡諾中區（Vale São-Franciscano da Bahia）下的邦熱蘇斯-達拉帕小區（Bom Jesus da Lapa），改制後則屬瓜南比（Guanambi）中級地理區下的邦熱蘇斯-達拉帕直接地理區。

## 氣候
坎德亞斯附近地區盛行半乾旱氣候，周圍的植被主要是疏林草原。年均溫為20℃，最熱的月份是十月，月均溫為23℃，最冷的是六月，月均溫17℃。年平均降雨量為870毫米，降雨最多的月份是十一月，平均降雨量為298毫米，最少的為九月，降雨量為2毫米。

## 經濟

### 生產總值
巴西地理統計局2008年統計，塞拉-杜拉馬略年生產總值為131,080,281雷亞爾，人均GDP為74,107.94雷亞爾。

### 人類發展指數
根據2010年聯合國開發計劃署的資料，塞拉-杜拉馬略的人類發展指數為0.595，屬於中度發展。

## 人口
根據巴西地理統計局於2018年的估計，坎德亞斯共有31,532人，面積2,342.146平方公里，平均人口密度為13.46人/km2。

## 外部鏈結
- .   [2022-06-16]. （原始内容存档于2020-01-08）.
- .   [2022-06-16]. （原始内容存档于2019-08-19）.
- .   [2019-08-19]. （原始内容存档于2019-08-19）.